# Cabo Farvel

Uummannarsuaq entre os pontos extremos da Groenlândia

O cabo Farvel (em groenlandês/gronelandês:  Uummannarsuaq, em dinamarquês:  Kap Farvel) é um cabo que constitui o ponto mais meridional da ilha Egger e de todo o território da Gronelândia. Projecta-se para o oceano Atlântico Norte e mar do Labrador à mesma latitude que Estocolmo e as ilhas Órcades da Escócia. Egger e outras ilhas menores são conhecidas como arquipélago de Farvel. Toda a região faz parte do município de Kujalleq.

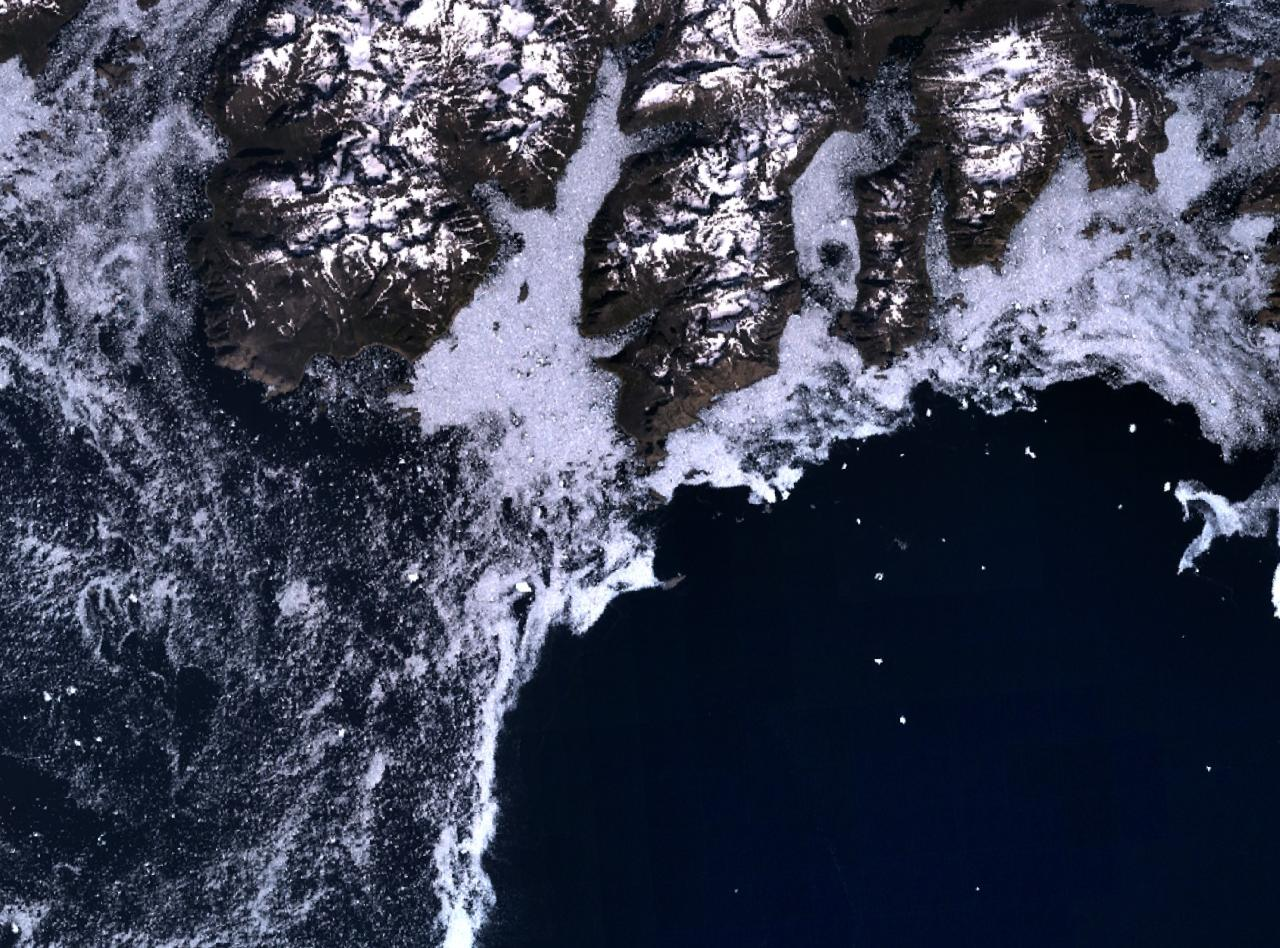
O cabo Farvel em imagem de satélite